# Enicmus kolbei
Enicmus kolbei es una especie de coleóptero de la familia Latridiidae.

## Distribución geográfica
Habita en Silesia (Polonia).